# Belagerung von Kulmbach und der Plassenburg

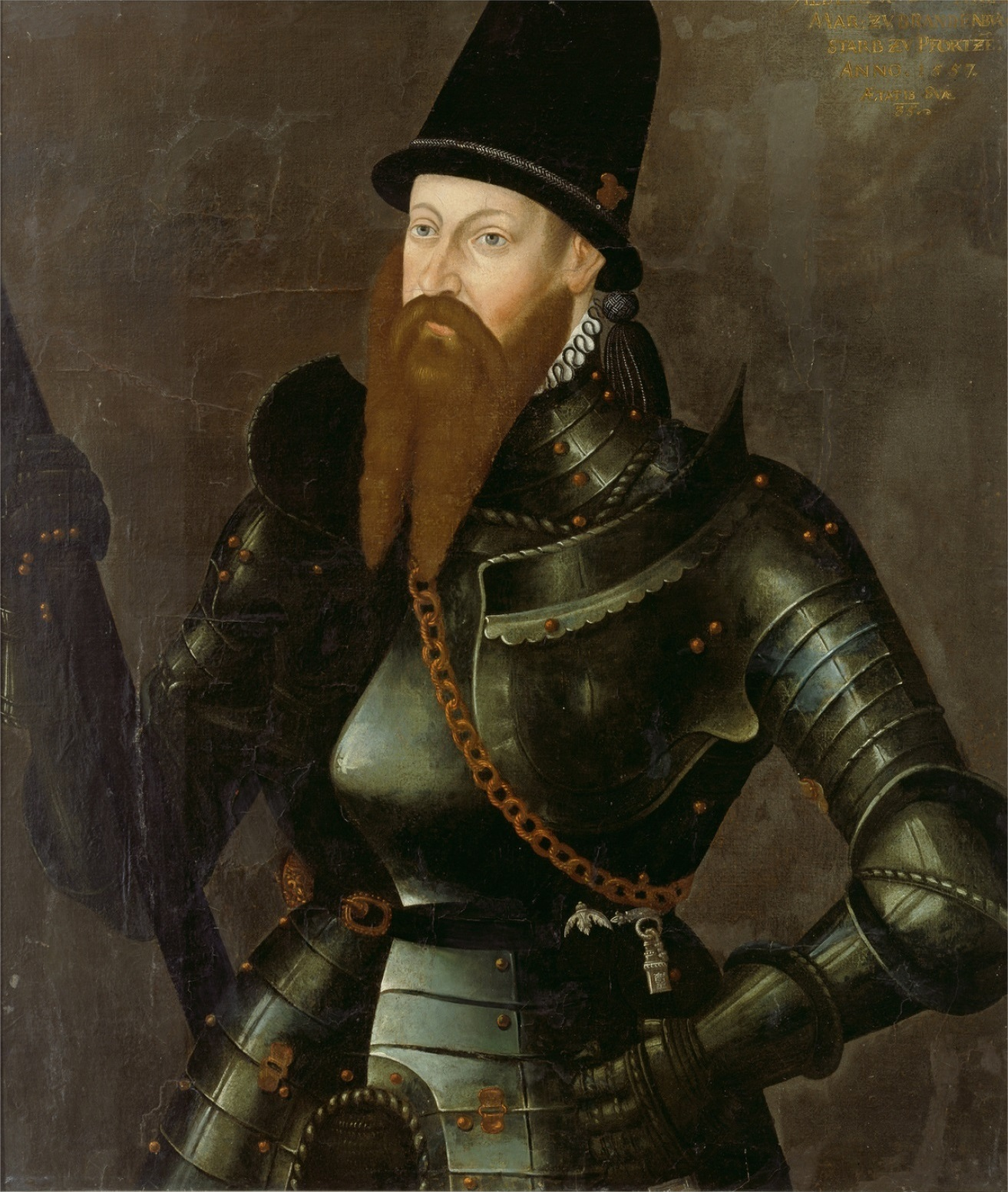
Zeitgenössische Darstellung des Markgrafen Albrecht von Brandenburg-Kulmbach

Die Belagerung von Kulmbach und der Plassenburg erfolgte 1553 im Rahmen des Zweiten Markgrafenkrieges und führte zur Zerstörung der Stadt im November 1553 und der Übergabe der Burg im Juni 1554. In den darauf folgenden Monaten wurde auch die Plassenburg zerstört.

## Ausgangslage
Hauptartikel: Zweiter Markgrafenkrieg
Markgraf Albrecht Alcibiades von Brandenburg-Kulmbach (1522–1557) trat 1541 die Regierung im Fürstentum Brandenburg-Kulmbach an. Albrecht war weithin gefürchtet als Kriegsherr und Söldnerführer und gilt als Erfinder der bis nach dem Dreißigjährigen Krieg gebräuchlichen Taktik der leichten Reiterei. Er entfesselte mit dem Versuch, ein Herzogtum Franken auf Kosten der Bischöfe von Bamberg, Würzburg und Eichstätt, sowie der Reichsstädte Nürnberg, Schweinfurt und anderer zu errichten, den Zweiten Markgrafenkrieg.
Schon am 1. April 1552 veröffentlichte Albrecht ein Flugblatt, in dem er die im Reich herrschenden Missstände sowie die Glaubensspaltung anprangerte und die falsche Politik des Kaisers darlegte. Albrecht schrieb von der Notwendigkeit, dass die Fürsten dem Reich wieder Ordnung geben müssten, er selber wolle handeln, um die „Teutsche Libertät“ zu bewahren. Im Sommer 1552 belagerte er Nürnberg, das sich im Vertrag vom 19. Juni 1552 mit 200.000 Gulden freikaufte und seinen Beitritt zum Fürstenbund erklärte. Albrecht ging gleichzeitig gegen die fränkischen Bistümer vor und eroberte noch während der Belagerung Nürnbergs die bambergische Festungsstadt Forchheim.
Am 9. Mai 1553 kam es zu einem Bündnis zwischen dem Kurfürsten Moritz von Sachsen, dem Herzog Heinrich von Braunschweig und den Bischöfen Weigand von Redwitz und Melchior Zobel von Giebelstadt. Im Juni gelang es den fränkischen Bischöfen vereint mit der Reichsstadt Nürnberg, das gesamte Unterland der Markgrafschaft zu besetzen. Am 9. Juli kam es südlich von Hannover bei Sievershausen zur ersten großen Schlacht zwischen Albrecht und seinem früheren Verbündeten, dem Kurfürsten Moritz von Sachsen, der dem Herzog von Braunschweig zu Hilfe gekommen war. Albrecht wurde in der Schlacht bei Sievershausen vernichtend geschlagen und der Weg war frei für den Einmarsch der bundesständischen Heere in das obergebirgische Fürstentum des Markgrafen. Moritz von Sachsen wurde schwer verwundet und starb nach der Schlacht.

## Die Belagerung

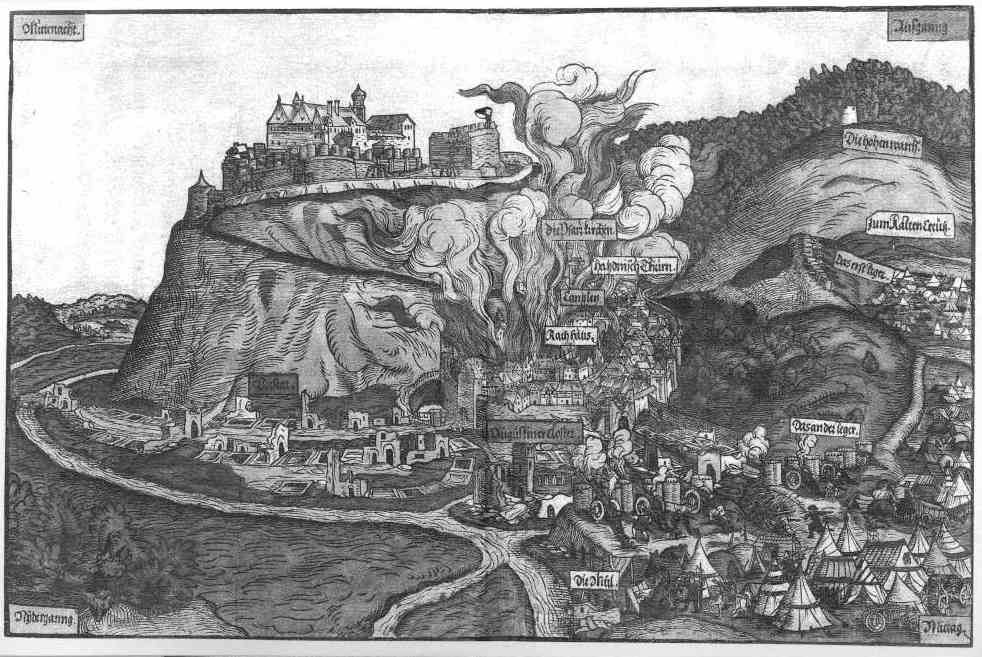
Belagerung der Plassenburg, zeitgenössischer Holzschnitt von Hans Glaser

Da Kurfürst Moritz von Sachsen in der Schlacht bei Sievershausen gefallen war, übernahm König Ferdinand von Böhmen den Oberbefehl über die Heere der Feinde Albrechts. Am 1. August 1553 fielen böhmische Truppen in das Sechsämterland ein. Innerhalb kurzer Zeit war das gesamte Fürstentum Albrechts in der Hand seiner Feinde. Am 22. November 1553 schloss sich der Belagerungsring um die markgräfliche Residenzstadt Kulmbach. Heinrich IV. von Plauen und Haug von Parsberg gehörten zu den Anführern der Belagerer. Die Beschießung richtete schwere Schäden an der mittelalterlichen Stadtmauer an. Als die Truppen der Bundesständischen unter dem Befehl Herzog Heinrichs von Braunschweig-Wolfenbüttel am Tag des Heiligen Konrad, dem 26. November, begannen, die Stadt zu stürmen, zündeten die markgräflichen Truppen selbst Kulmbach an. Ein Holzschnitt des Nürnberger Künstlers Hans Glaser von 1553 zeigt das brennende Kulmbach am 26. November 1553. Die Soldaten fanden unter dem Befehl von Joachim von Zedtwitz Zuflucht auf der Plassenburg, die Zivilbevölkerung wurde abgewiesen und musste unter schwersten Verlusten in benachbarte Fürstentümer fliehen oder fand in den Wäldern der Umgebung unsichere Zuflucht. Der Herzog von Braunschweig befahl seinen Soldaten, keinen männlichen Bewohner der Stadt am Leben zu lassen.
Eine zeitgenössische Quelle berichtet: „Dann in mittel ist das Braunschweygische Kriegsvolck / in die Brinnende Stad komen / und was sie im ersten ernst von kriegesleuthe / auch sonst von Mans personen ergriffen / dorinnen erstochen ... Auff die fligenden Reutter und Knecht aber/hat der Hertzog drey Gschwader Reutter verordenet / die inen nachjagen / was sie erwischen/nider schlahen und stechen sollen.“
Dieser auch für das 16. Jahrhundert außerordentliche Befehl hat seine Begründung wohl darin, dass drei Söhne des Braunschweigers im Kampf gegen Albrecht Alcibiades gefallen waren. Dieser Belagerung und den traurigen Ereignissen wird in Kulmbach bis heute am Konraditag gedacht.
Bereits im Juni 1554 verlor Markgraf Albrecht bei Schwarzach in der Nähe von Kitzingen seine letzte Schlacht. Die Plassenburg ob Kulmbach, die Landesfestung des Fürstentums Brandenburg-Kulmbach, kapitulierte am 22. Juni. Sie diente zunächst als zentraler Sammelpunkt für die im Fürstentum geplünderten Mobilien, die dort an die einzelnen Parteien verteilt wurden. Der Bamberger Bischof sicherte sich als Pfand für seine Ansprüche gegen Albrecht Alcibiades das Hausarchiv der Hohenzollern, das er nach Bamberg bringen ließ. Die Festung wurde erst Monate nach der Plünderung durch die Bundesständischen zerstört. Markgraf Albrecht wurde mit der Reichsacht belegt und starb vogelfrei 1557 bei seiner Schwester in Pforzheim. Sein Fürstentum wurde von kaiserlichen Sequestern regiert. 

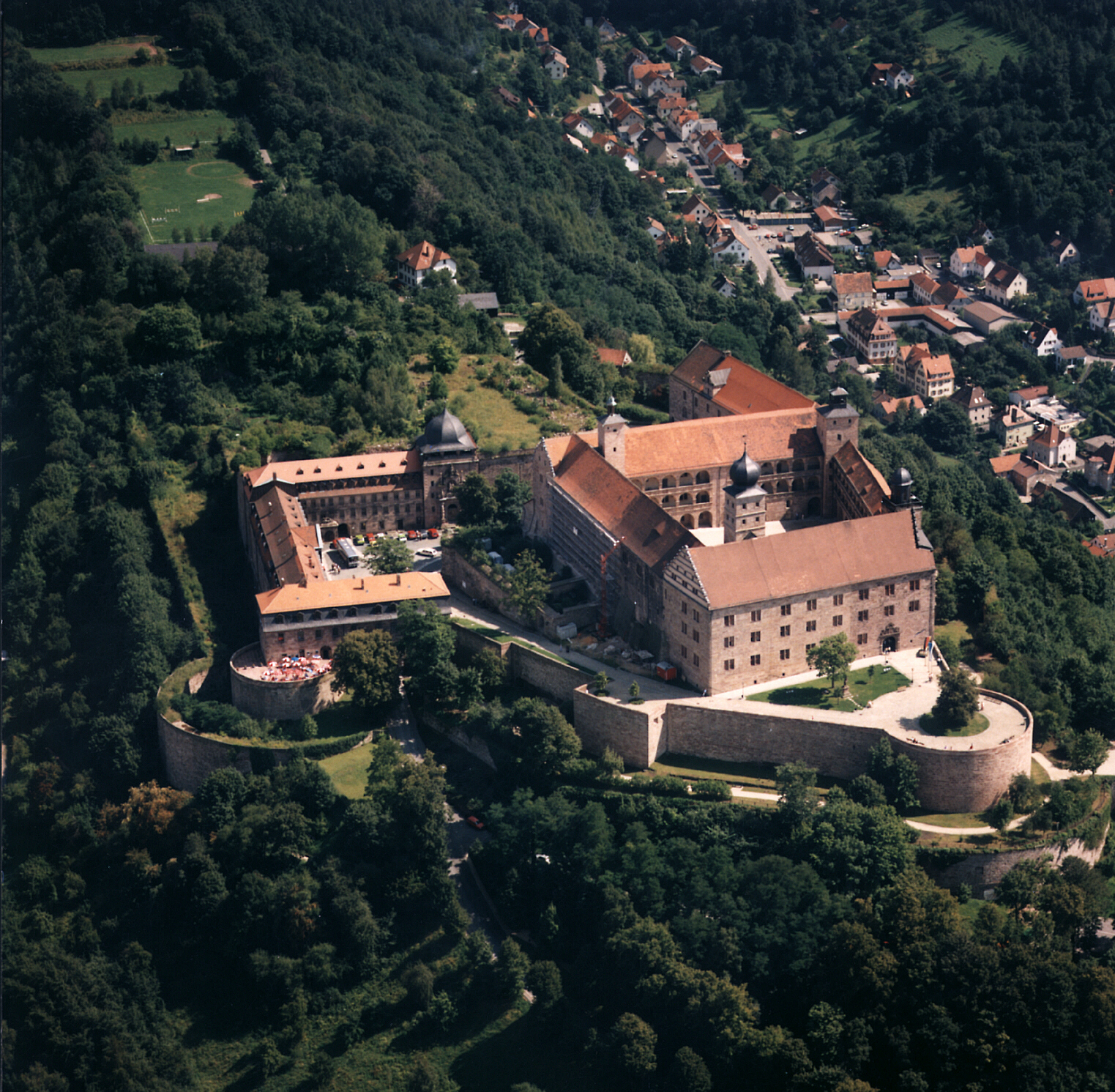
Luftbild der Plassenburg

1557 erhielten die Hohenzollern Kulmbach mit der Plassenburg zurück und Markgraf Georg Friedrich wurde neuer Herr des „Landes auf dem Gebürg“.

## Diorama im Zinnfigurenmuseum
Die Belagerung von Kulmbach und der Plassenburg wird im Deutschen Zinnfigurenmuseum mit dem größten Diorama der Welt dargestellt. Im Landschaftsmuseum Obermain zeigen ein Film und einige Exponate die Schrecken und den technischen Aufwand der Belagerung. Auch im Hohenzollernmuseum auf der Plassenburg werden die Belagerung, die Zerstörung und der Wiederaufbau von Stadt und Burg thematisiert.